# Церковь Нокса (Данидин)
Церковь Нокса — крупнейшее церковное здание в Данидине, Новая Зеландия. Принадлежит второй пресвитерианской конгрегации.

## История
Первая пресвитерианская церковь в городе была построена в 1860 году. Однако в начале 1870-х годов было принято решение о возведении в городе другого здания данной конфессии, проект которого был разработан Робертом Лоусоном в стиле неоготики.
Общая стоимость работ составила 17 757 фунтов стерлингов. Церковь была открыта 5 ноября 1876 года.
С июня по сентябрь 2008 года в здании были проведены капитальные ремонтные работы.

## Описание

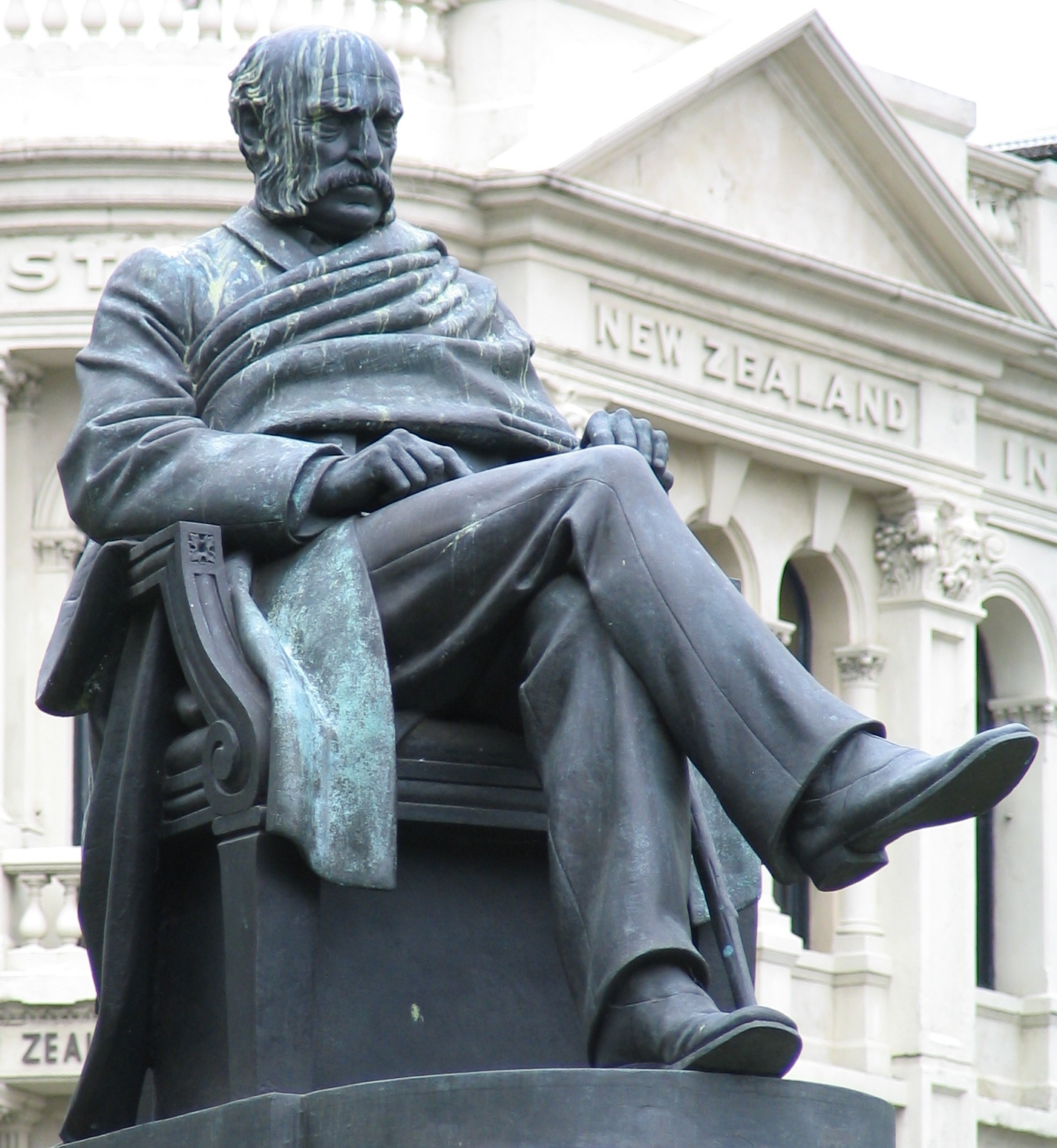

Церковь построена из синего камня из карьеров недалеко от реки Лит, а также из камня Оамару.
Здание имеет типичную для подобных строений форму латинского креста с нефом 30 метров в длину и 22 метров в ширину. Высота шпиля достигает высоты 51 метров. Здание имеет два органа — большой, установленный в 1931 году фирмой Hill, Norman, & Beard и маленький дубовый, который изначально был создан для в церкви в Крайстчерч.
Перед зданием установлена статуя преподобного Дональда М. Стюарта, первого служителя церкви Нокса с 1860 по 1894 год.